# Euphranta hainanensis
Euphranta hainanensis
 es una especie de insecto del género Euphranta de la familia Tephritidae del orden Diptera. 
Zia la describió científicamente por primera vez en el año 1955.